# Phare de Sant Cristòfol
Le phare de Sant Cristòfol  (ou Sant Cristobal, en Français Saint Christophe) est un phare situé derrière la plage de Punta Sant Cristòfol dans la commune de Vilanova i la Geltrú, dans la  province de Barcelone (Catalogne) en Espagne.
Il est géré par l'autorité portuaire du Port de Barcelone.

## Histoire
La première station de signalisation, installée dans Vilanova, datait de 1834. Elle fut remplacée par une phare, avec logement de gardien, qui émettait une lumière fixe jusqu'en 1905, date de sa démolition. Le nouveau phare a été établi le 1er mai 1905 sur le même site. En 1918 il a été électrifié pour obtenir une portée de 30 milles. Durant la guerre d'Espagne il fut éteint durant presque tout conflit. En 1959 il a bénéficié d'un nouveau système optique rotatif. Récemment son fonctionnement a été automatisé. C'est une tour cylindrique en maçonnerie de 21 m de haut, avec galerie et lanterne, attachée à une maison de gardien d'un seul étage.
Le bâtiment technique a été reconverti en en Musée de la Mer de Vilanova.
Identifiant : ARLHS : SPA272 ; ES-29340 - Amirauté : E0396 - NGA : 5708.
|                         |
| Plage de Sant Cristofol |

|                          |
| Phare cde Sant Cristofol |

### Lien connexe
- Liste des phares d'Espagne